# Летающая гильотина
Летающая гильотина (кит. 血滴子) — легендарное китайское оружие, предположительно существовавшее в цинскую эпоху.

## История и принципы действия
Упоминание "летающей гильотины" как оружия встречается в записях цинского периода, её изобретение относят ко времени императора Юнчжэна, правившего с 1722 по 1735 годы. Однако изображение и принцип действия оружия не сохранились. Предположительно, оружие было вновь изобретено для съемки гонконгского фильма "Летающая гильотина" 1975 года его сценаристом Ни Куаном. 
Оружие напоминает шляпу или сплюснутый колпак с металлическим ободом и длинной цепью, прикрепленной к верхней части конструкции. Предполагается, что его необходимо накинуть на голову жертвы. Управляя устройством с помощью цепи, нападающий раздвинет колпак до шеи человека, а клинки, спрятанные в ободе, отрубят голову жертве. 

## В кино и на телевидении
- Летающая гильотина (1975)
- Повелитель летающей гильотины (1975)
- Смертельные летающие гильотины (1977)
- Летающая гильотина 2 (1978)
- Мстительная красавица (1978)
- Героическое трио (1993)
- Гильотина (2012)
- В 2011 году в телевизионном шоу «Разрушители легенд» была произведена попытка воспроизвести летающую гильотину (сезон 2011 года, 16 серия)